# Торрес-де-Альбаррасін
Торрес-де-Альбаррасін (ісп. Torres de Albarracín) — муніципалітет в Іспанії, у складі автономної спільноти Арагон, у провінції Теруель. Населення — 175 осіб (2010).
Муніципалітет розташований на відстані близько 180 км на схід від Мадрида, 37 км на захід від міста Теруель.

## Демографія
Динаміка населення (INE ):

## Галерея зображень

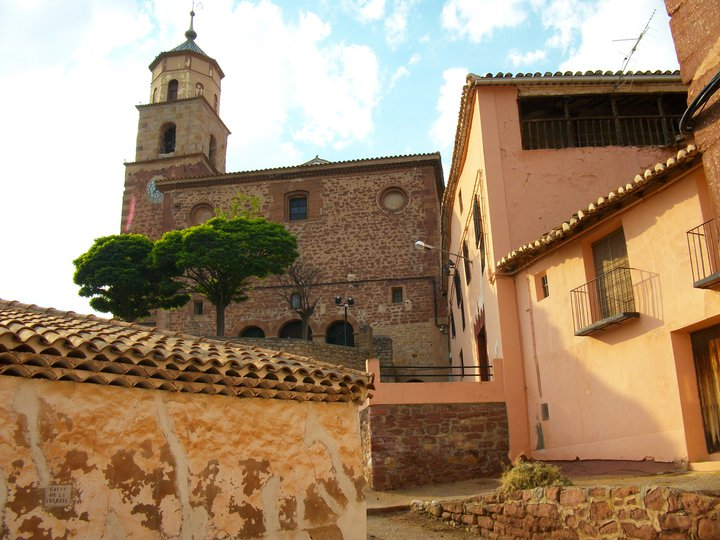
Торрес-де-Альбаррасін. На задньому плані - церква Сан-Мігель (2010)